# Svendsby
Svendsby (delvis også Svensby, på tysk Schwensby) er en spredtliggende landsby i det nordlige Tyskland, beliggende mellem Sørup og Grumtoft i Angel i Sydslesvig. Administrativt udgjorde Svendsby tidligere en selvstændig kommune, men blev 1970 indlemmet i Sørup kommune. Kommunen udgjorde 1970 cirka 383 ha og havde 159 indbyggere. I den danske periode hørte landsbyen under Sørup Sogn (Ny Herred) i Flensborg Amt, Hertugdømmet Slesvig. 
Svendsby blev første gang nævnt 1437 som Svensbu. I 1482 kom Svendsby under den slesvigske biskop. Landsbyen bestød tidligere af Svendsbygaard som hovedgård samt to større udflyttergårde og små kådnersteder. Til Svendsby regnes nu Buskholm (Buschholm), Buskkobbel (Buschkoppel), Frederiksgård (Friedrichshof), Galgeled (angeldansk Galljlei, tysk Galgenheck), det tidligere kådnersted Holdhid (Hollehit), Svendsbygaard og dele af Svendsby Mark og Ulvsbro (Wolfbrück). Hovedgården nævnes 1482 som Domkirkens stiftegods og er dannet af den nedlagte landsby Riggelsby (også Richelsby eller Rikkelsby), der bestod af fire gårde og endnu eksisterede i 1499. Gården Buskholm er oprettet efter parcelleringen af Svendsbygaard i 1749. I 1885 blev der oprettet et større mejeri. Der blev bl.a. producceret camembertost indtil mejeriet indstillede driften 1971. Stednavnet Svendsby er afledt af mandnavn Sven(d) og -by. Stednavnet Riggelsby er afledt af personnavnet glda. Rikulf. 

## Kendte
- Jacob Iversen (28. februar 1763 i Svendsbygaard - 4. april 1831 i Hatlund ved Stenbjergkirke), dansk agrarreformer[4]
- Heinrich Christian Valentiner (20. noember 1767 i Svendsby - 19. september 1831 på Gjeddesdal), dansk godsejer